# マミー・アイゼンハワー

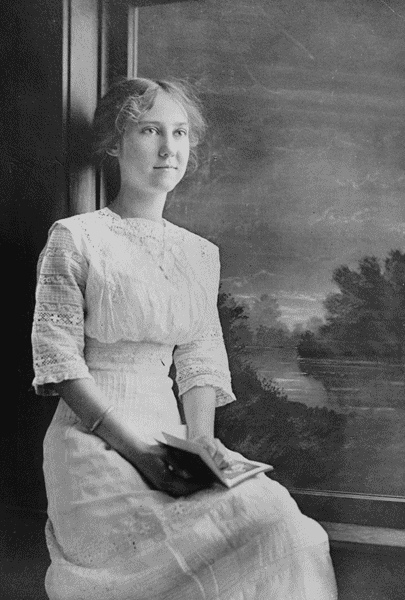
16歳のマミー（1913年）

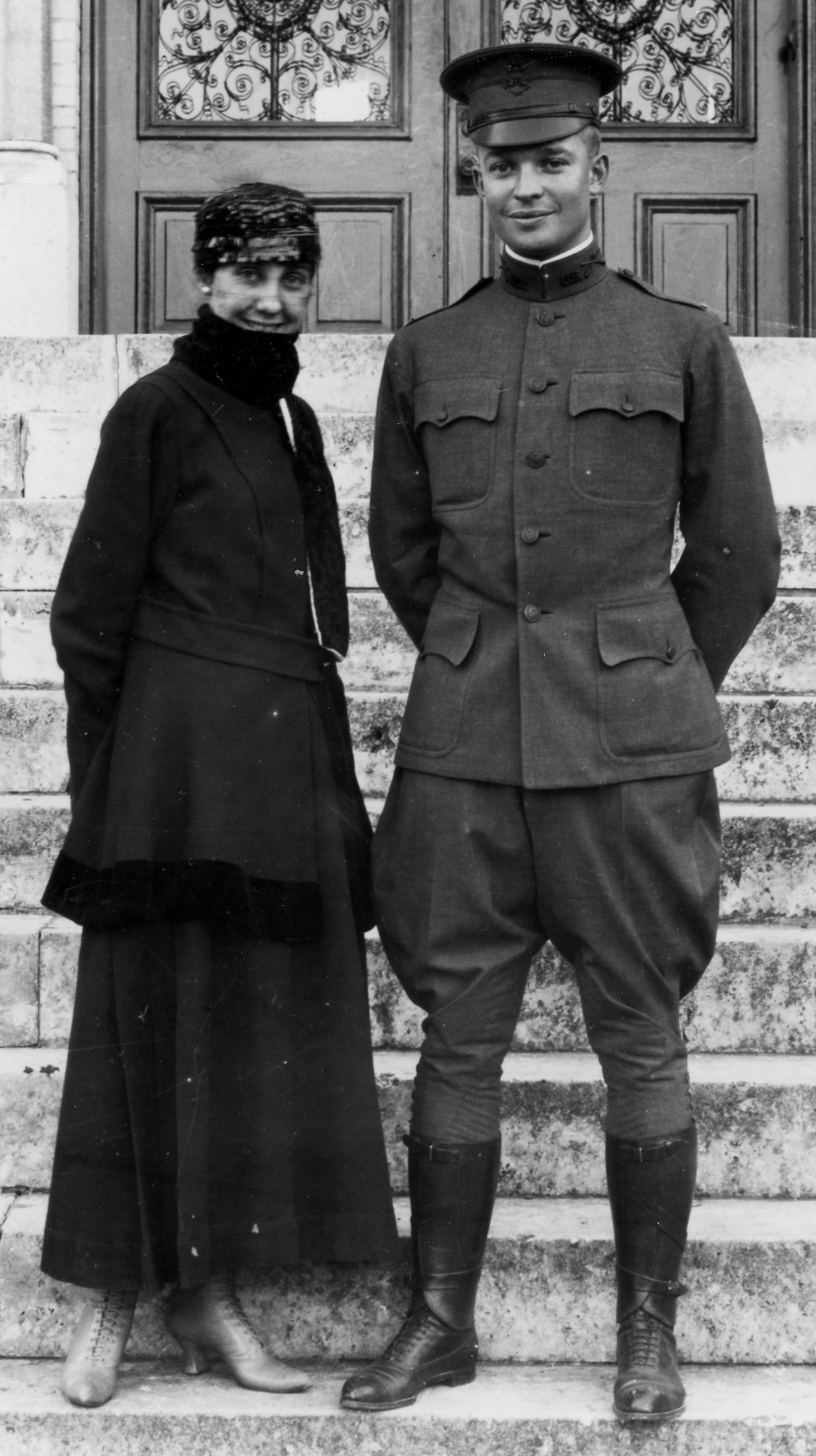
ドワイト・D・アイゼンハワーとマミー・アイゼンハワー
（1916年）

マミー・アイゼンハワー（英語: Mamie Eisenhower）、本名メアリー・ジェニーヴァ・アイゼンハワー（Mary Geneva Eisenhower、旧姓ダウド（Doud）、1896年11月14日 - 1979年11月1日）は、アメリカ合衆国大統領ドワイト・D・アイゼンハワーの妻。身長5フィート1インチ（約155cm）。
1953年から1961年までアメリカ合衆国のファーストレディだった。

## 生い立ち
1896年11月14日、アイオワ州ブーンで生まれ、一家は彼女が7歳の時にコロラド州に転居した。彼女の父親シェルドン・ダウドは精肉業で成功し富を成した後、36歳で引退した。プエブロでの短期間の生活の後コロラドスプリングスに転居した一家は、続いてデンバーに定住した。マミーと3人の姉妹は数人の使用人と共に大邸宅で成長した。

## 結婚と家族
冬の間、一家はより温暖な気候のテキサス州サンアントニオに長期滞在した。1915年にフォート・サム・ヒューストンで、マミーは若い少尉のドワイト・D・アイゼンハワーに出会う。アイゼンハワーは最初の任務で同地に赴任していた。1916年のバレンタインにアイゼンハワーは彼女にウェストポイント・クラスの指輪のミニチュアをエンゲージ・リングとして与えた。2人は7月1日にデンバーのダウド邸で結婚した。
マミー・アイゼンハワーの生活は、他の多くの軍人の妻と同様で、移動の多い生活だった。本国での昇進の後、パナマ運河地帯、フランス、フィリピンへと転属が続いた。彼女は37年の間で少なくとも27回引っ越しをしたと見積もった。それぞれの移動は夫が経歴を上ることを意味し、彼女の責任もそれにつれて増加した。
夫妻の最初の息子ダウド・ドワイトは1917年に生まれたが、1921年に猩紅熱で死去した。もう一人の息子ジョンはデンヴァーで1922年に生まれる。彼は父親のように陸軍に入隊した。その後は小説家となり、ベルギー駐在アメリカ大使を務めた。
第二次世界大戦中、「アイク」の評判が高まり、多くの栄誉を受けることとなった間、マミーはワシントンD.C.で生活した。アイクが1948年にコロンビア大学の学長になった後、一家はペンシルベニア州ゲティスバーグに農場を購入した。それは彼らがかつて所有していた最初の家であった。アイクのNATO軍司令官としての任務は、彼らが自宅で暮らすという夢の実現を遅らせ、マミーはパリ近郊の別荘で暮らすこととなった。夢が最終的に実現したのは1955年のことであった。

## ファーストレディ
彼らはホワイトハウスへの転居を、スタッフによる新居祝いパーティで祝った。戦後の世界外交と飛行機による旅行は、彼らの公式歓迎行事に変化をもたらした。アイゼンハワー一家は多くの外国の元首や政府指導者を楽しませた。

## 後年
1961年にアイゼンハワー一家はゲティスバーグへ戻り、マミーは1969年の夫の死後も農場に住み続けた。1979年11月1日に満82歳で死去し、カンザス州アビリーンのアイゼンハワー図書館に併設された小さな礼拝堂の夫のそばに埋葬された。